# Luxemburgism

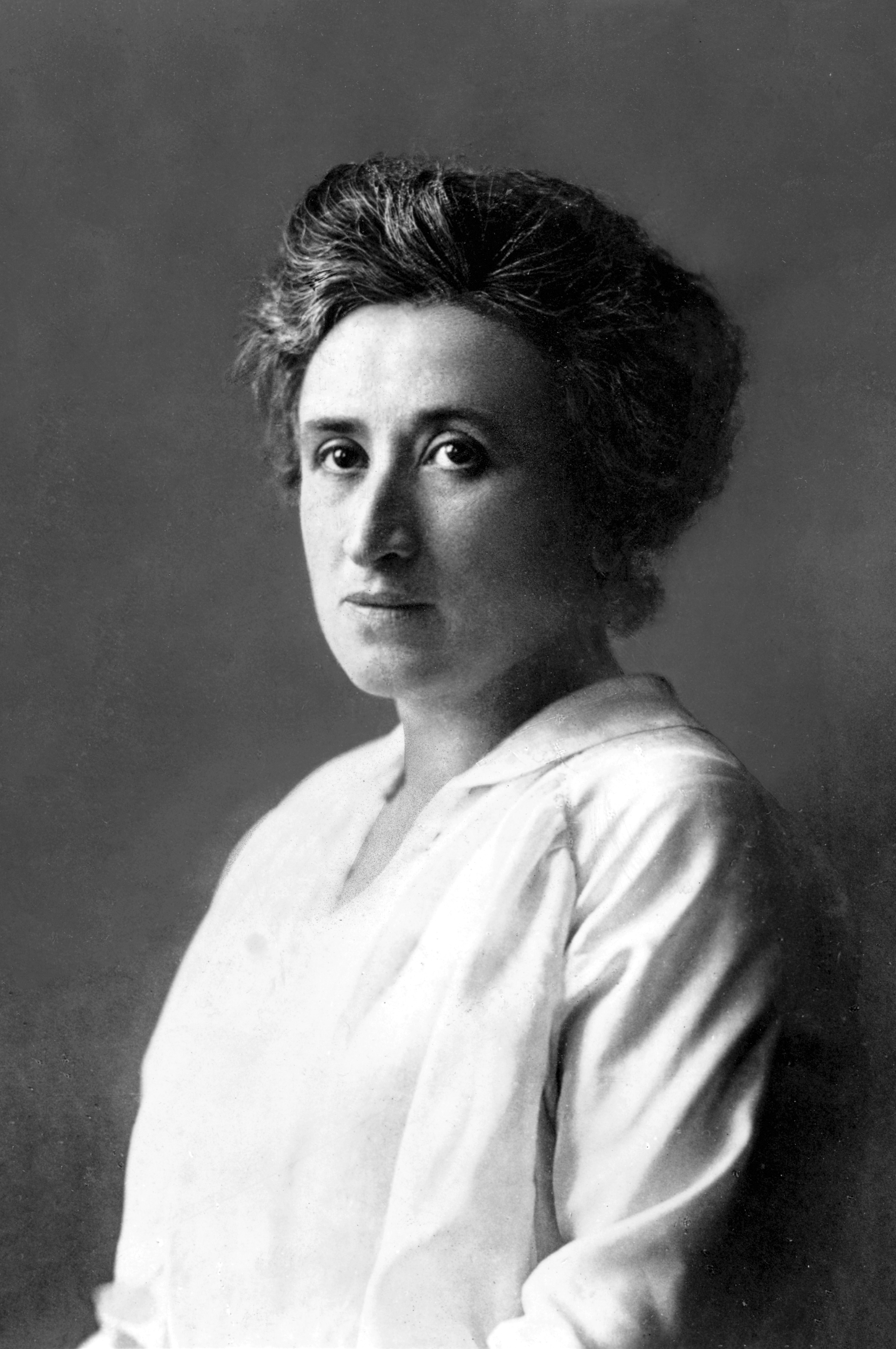
Rosa Luxemburg.

Luxemburgism är en form av kommunism, baserad på Rosa Luxemburgs verk och idéer. Luxemburgismen har också kallats för spontanism, då Luxemburg betonade arbetarnas spontana kamp mot kapitalismen. Luxemburgismen utgör inte någon konkret teoribildning, eftersom Rosa Luxemburg inte hade någon avsikt att skapa en egen sådan, men några kännetecken är en tilltro till arbetarnas förmåga att bygga socialismen underifrån och nödvändigheten av revolution. Luxemburg menade att socialismen inte kunde bli verklighet förrän arbetarklassen lärt sig att styra samhället på egen hand. Luxemburg var också kritisk till både den reformistiska socialdemokratin och den leninistiska kommunismen.